# استان هرناندو سیلس

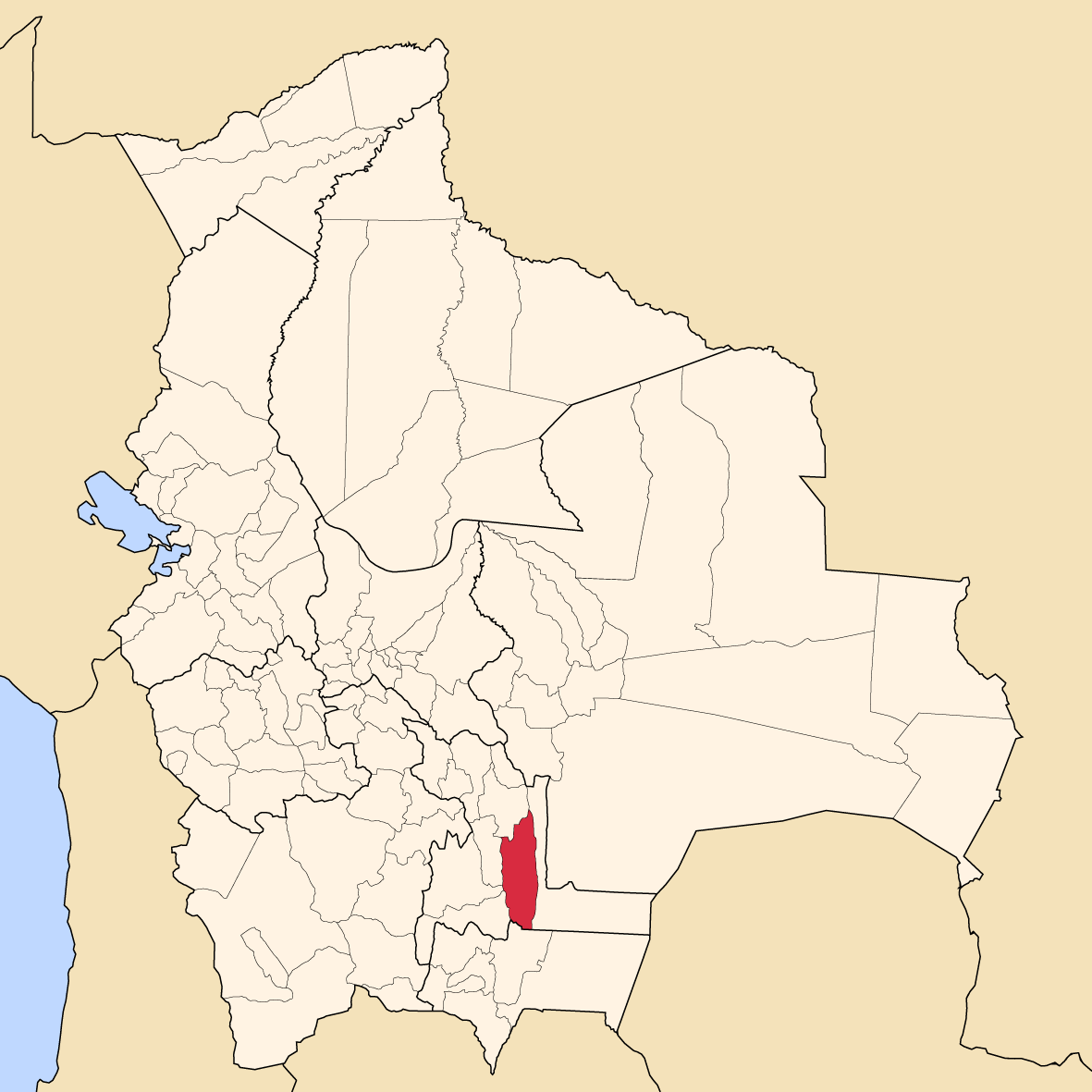
نمایی از نقشهٔ استان هرناندو سیلس، چوکیساکا، بولیوی - ۲۰۰۶

استان هرناندو سیلس (انگلیسی: Hernando Siles Province) یکی از استان‌های بخش چوکیساکا در بولیوی است. جمعیت آن در سال ۲۰۱۱ برابر با ۳۶٬۵۱۱ نفر بود.